# Ilary Blasi
Ilary Blasi (Roma, 28 d'abril del 1981), és una showgirl italiana.

## Els inicis
Va entrar al món de l'espectacle de molt petita; amb 3 anys va fer el seu primer spot publicitari; amb 5 anys va fer la seva primera aparició en una pel·lícula a "David e David", dirigida per Giorgio Capitano; i amb 6 anys va participar a "Da grande" (de Franco Amurri i a "Vizio de vivere" (de Dino Risi). Fàcilment va aconseguir papers a les pel·lícules "Fiori di zucca" (1988) (de Stefano Pomicia) i "La dolce casa degli orrori (1989) (de Lucio Fulci). Durant aquells anys, és la imatge de nombroses campanyes publicitàries, d'entre elles les més recordades són: Bilboa (crema de sol), Cicciobello Rock (joguines), Renault (cotxes), Barilla (pasta), Galbusera (alimentació), Findus (alimentació) i Sanson (alimentació). El 1999 participa en algunes telepromocions i és víctima del programa d'humor Scherzi a Parte (Bromes a part).

## La consagració
L'any 2001 aconsegueix una gran popularitat gràcies a les seves aparicions al programa "Passaparola" (Pasaparaula). Va continuar treballant al programa fins al 2003. Al juliol de 2003, es converteix juntament amb Alvin, en presentadora del programa musical "Top of the Pops", emès a Rai Due.
Des del setembre de 2003, és hostessa del programa de Fabio Fazio "Che tempo fa" (Quin temps fa), emès a Rai Tre. Des del setembre de 2004, és la presentadora del programa "CD Live" emès per Rai Due.
El 2006, acompanya a Giorgio Panariello i Victoria Cabello en la presentació del Festival de San Remo. Aquell mateix any va presentar amb Mago Forest i Cristina Chiabotto el Festivalbar. Des del 15 de gener de 2007 presenta el programa "Le Iene" a Italia 1.
Des del 13 de setembre de 2007, presenta juntament amb Mago Forest, el programa "Mai dire Candid", s'emet justament abans de "Le Iene", programa que ella presenta amb Luca Bizzarri i Paolo Kessisoglu.

## Curiositats
- En una entrevista del programa "Le Iene", sota la "pressió" del Trio Medusa, va confessar que abans de casar-se amb el seu marit, era aficionada de la Lazio.

- Des de l'octubre de 2007, és la protagonista dels spots de la companyia telefònica Vodafone, juntament amb el seu marit Francesco Totti i el futbolista del Milan Gennaro Gattuso.

- Està casada amb el futbolista Francesco Totti amb qui té dos fills, Christian i Chanel.